# Кеплер-438
Кеплер-438 — це червоний карлик у сузір'ї Ліри, що знаходиться приблизно на відстані у 590 світлових років від Землі. Він примітний своєю планетарною системою, яка включає Kepler-438b, планету, яка можливо є розміром із Землю, що знаходиться в зоні життя Кеплер-438. Кеплер-438 — це спалахуюча зоря, яскравість якої випадково та різко зростає через активність спалахів. Вона випромінює сильні суперспалахи кожні кілька сотень днів, причому кожен спалах сильніший за найпотужніший спалах, вимірний на Сонці.

## Планетна система
У системі є одна підтверджена планета. Однак спостереження за часом транзиту Кеплер-438b вказують на можливу наявність додаткових планет. 
| Планета (по порядку віддалення від зорі) | Маса | Радіус              | Велика піввісь (а.о.) | Орбітальний період (діб)   | Нахил орбіти (°)  | Ексцентриситет орбіти | Кіл-ть супутників |
| ---------------------------------------- | ---- | ------------------- | --------------------- | -------------------------- | ----------------- | --------------------- | ----------------- |
| b                                        | ?    | 1.12 +0.16 −0.17 R⊕ | 0.166 +0.051 −0.042   | 35.23319 +0.00025 −0.00029 | 89.86 +0.14 −0.32 | 0.03 +0.10 −0.03      | ?                 |